# Chisocheton pilosus
Chisocheton pilosus är en tvåhjärtbladig växtart som beskrevs av C. Dc.. Chisocheton pilosus ingår i släktet Chisocheton och familjen Meliaceae. Inga underarter finns listade i Catalogue of Life.